# Резников, Александр Борисович
Алекса́ндр Бори́сович Ре́зников, (3 марта 1931, Донецк — 12 декабря 1980, Москва, СССР) — советский историк, специалист по вопросам международного рабочего и коммунистического движения, востоковед.

## Краткая биография
Родился в семье юриста. В 1953 году окончил исторический факультет Киевского государственного университета. В 1953—1955 годах преподавал историю в средних сельских школах. В 1955—1960 годах — заведующий кабинетом основ марксизма-ленинизма в филиале Московского инженерно-физического института в городе Обнинске. В 1960—1966 годах — младший научный сотрудник в Институте народов Азии АН СССР. В 1962 году защитил кандидатскую диссертацию по проблемам чартистского движения в Англии. В 1966 году перешёл на работу в Институт международного рабочего движения, где вскоре стал заведующим сектором. В 1975 году защитил докторскую диссертацию по проблемам формирования и развития коммунистического движения в Азии. Владел четырьмя западными и двумя восточными языками.

## Научная деятельность
Внёс существенный вклад в изучение чартистского движения в Англии и периода «направляемой демократии» в Индонезии, деятельности компартий Азии (Индия, Индонезия, Филиппины), в исследование стратегии и тактики Коммунистического Интернационала, истории и теории международного рабочего движения, истории исламской революции в Иране. Единственный исследователь, предсказавший события 30 сентября 1965 года в Индонезии

## Награды
- Медаль «За трудовое отличие»

## Память
В марте 1982 года в Институте международного рабочего движения проведена научная конференция памяти А. Б. Резникова.

## Основные труды
- О чартистском движении в 1842 г. // «Новая и новейшая история», 1960, № 5, С. 64-75.
- Чартисты и Лига против хлебных законов в 1842 г. / В кн: Чартизм. — М.: Изд-во АН СССР, 1961. — С. 223—282.
- В. И. Ленин о национально-освободительном движении, Ленинская правка «Дополнительных тезисов» М. Н. Роя ко 2 конгрессу Коминтерна. // «Коммунист», 1967, № 7, С. 91-102.
- Индонезия. / Ежегодник БСЭ, 1967. — С. 275—278.
- Партия политическая. / Советская историческая энциклопедия. Т. 10. — М., 1967. — С. 896—904.
- Борьба В. И. Ленина против сектантских извращений в национально-колониальном вопросе. // «Коммунист», 1968, № 5, С. 36-47.
- Два документа — два курса в коммунистическом движении Индонезии. // «Народы Азии и Африки», 1968, № 1, С. 35-50.
- Народы Азии и Африки в период мирового экономического кризиса 1929—1933 гг. — С. 244—307 (совместно с К. В. Кукушкиным).
- Движение за единый антиимпериалистический фронт против фашизма и войны (1934—1939) / в кн: Пробуждение угнетённых. — М.: Наука, 1968. — С. 307—417.
- О стратегии и тактике Коммунистического Интернационала по национально-колониальному вопросу. — В кн: Коминтерн и Восток. — М.: Наука, 1969. — С. 109—173.
- Индонезия в период «направляемой демократии». — М.: Наука, 1969. — 196 с. (совместно с  А. Ю. Друговым).
- Первая классовая битва пролетариата Англии. 1842 год. — М.: Наука, 1970. — 309 с.
- Утверждение и кризис «направляемой демократии». / В кн: Национально-освободительное движение в Индонезии. — М.: Наука, 1970, С. 237—292. (совместно с А. Ю. Друговым).
- Из истории подготовки В. И. Лениным резолюции 2 конгресса Коминтерна по национально-колониальному вопросу. // «Народы Азии и Африки», 1971, № 2, С. 40-53.
- Азия. / В кн: Международное рабочее движение. — М.: Политиздат, 1971. —— С. 331—372. (совместно с Л. А. Фридманом).
- К истории разработки новой политики Коммунистической партии Филиппин (вторая половина 30-х годов). // «Народы Азии и Африки», 1974, № 5, С. 54-65.
- Из истории Коммунистической партии Индии: первые годы. // «Народы Азии и Африки», 1975, № 5, С. 50-66.
- Коминтерн и вопросы стратегии Коммунистической партии Индонезии. 1920—1926 гг. // «Народы Азии и Африки», 1976, № 6, С. 60-75.
- В кн: Международное рабочее движение, вопросы истории и теории. Т. 1. — М.: Мысль, 1976. — Авт. разделов: Зарождение политически самостоятельного рабочего движения, с. 286—355; Рабочий класс в европейских революциях 1848—1849 гг., с. 398—486; Пролетариат и освободительная борьба угнетённых народов, с. 599—605; Т. 2. — Международное социалистическое движение и освободительная борьба народов, С. 529—546.
- Стратегия и тактика Коммунистического Интернационала по национально-колониальному вопросу. Проблемы теории и истории. — М.: Политиздат, 1978. — 343 с.
- Иран. Падение шахского режима. — М.: Политиздат, 1983. — 160 с.